# Hoeksmeer
Hoeksmeer est un village qui fait partie de la commune de Loppersum dans la province néerlandaise de Groningue.
Hoeksmeer est également le nom d'une réserve naturelle entre Garrelsweer et le Canal de l'Ems.